# Fermi (微架構)
費米（Fermi）是英伟达在2010年3月发布的圖形處理器微架构的代号，是特斯拉架构的继承者。費米是英伟达最後一款在遊戲顯卡上保留強悍雙精度的微架构。大多数GeForce 400 系列、GeForce 500 系列和部分GeForce 800 系列显卡基于費米架构，原始使用40纳米制程。費米架构也应用于NVIDIA Quadro系列显卡。費米的后继者为开普勒，并且和开普勒架构一起用于GeForce 800 系列显卡。
費米架构的命名来自20世纪的美籍義大利裔物理學家恩里科·費米（Enrico Fermi）。